# Logothetes tou dromou
Il logothetēs tou dromou (in greco antico: λογοθέτης τοῦ δρόμου?), dal significato di Logoteta postale/Dromos, era il capo del dipartimento delle poste imperiali (in lingua latina cursus publicus, in greco δημόσιος δρόμος?, dēmosios dromos, o semplicemente ὁ δρόμος, ho dromos), e uno dei più elevati ministri  (logoteta) dell'impero bizantino.

## Storia e funzioni
L'ufficio del logothetēs tou dromou è ufficialmente attestato, per la prima volta, nel 762, ma vi sono tracce della sua origine nel cursus publicus della tarda antichità. Fino alla fine del IV secolo, l'amministrazione postale dell'Impero romano era responsabilità delle prefettura del pretorio. A causa dell'abuso e dei suoi privilegi da parte dei funzionari delle prefetture del pretorio, alla fine del IV secolo la supervisione sopra il servizio postale passò al magister officiorum, mentre l'amministrazione giornaliera rimase nelle mani della prefettura del pretorio. Di conseguenza, un funzionario noto come il cursus publici curiosus, l'ispettore delle poste pubbliche, è attestato, alla fine del IV secolo, in Notitia Dignitatum (Pars Orientalis, XI.50) come uno dei principali collaboratori del magister officiorum. L'amministrazione gemella delle poste pubbliche dei prefetti del pretorio e il magister officiorum proseguirono nel VI secolo e soltanto intorno al 680 il servizio postale pubblico passò completamente sotto il controllo del magister officiorum.
L'ufficio del logothetes tou dromou non compare nelle fonti superstiti fino all'anno 762, ma deve essere esistito ben da prima, a seguito che i compiti, un tempo ad ampio raggio del magister officiorum, vennero progressivamente rimossi e l'ufficio in sé praticamente abolito nel corso dell'VIII secolo. Tra le varie funzioni del magister officiorum, il logothetes tou dromou assunse il controllo non solo del servizio postale pubblico, ma anche della sicurezza interna e della politica estera dell'Impero, la raccolta di informazioni (spionaggio) sui popoli stranieri, la corrispondenza con i principi stranieri e l'accoglienza degli ambasciatori. Anche se in origine era semplicemente uno dei quattro uffici fiscali più importanti o logoteta — il Klētorologion di 899 posti, logothetēs tou dromou al 35º posto nella gerarchia imperiale, dopo i logothetēs tou genikou (33°) e logothetēs toū stratiōtikou (34°), ma prima del logothetēs tōn agelōn (40°) — andò assumendi sempre maggiore importanza, secondo lo studioso francese Rodolphe Guilland, combinando le funzioni di un moderno ministro degli interni, della sicurezza e degli esteri uniti in una sola persona, anche se per gli affari esteri era riservato solo ai meno importanti. Indicativo della sua preminenza è che nelle fonti bizantine del IX e X secolo, quando si parla di "logoteta" senza ulteriori specificazioni, ci si riferisce di solito al logothetes tou dromou.
Di conseguenza, l'operatore storico dell'ufficio spesso era il primo ministro dell'Impero, anche se questo in ultima analisi, dipendeva dal regnante imperatore - i bizantini non formalizzarono mai una tale posizione, né era collegata a un particolare ufficio, piuttosto veniva concessa ad hoc «sulla base del favore che ogni imperatore aveva verso un particolare cortigiano, a prescindere dal rango o dall'ufficio. Come sottolinea Guilland, gli alti funzionari della famiglia imperiale -  praipositoi,  parakoimōmenoi e  prōtovestiarioi - avevano di gran lunga più possibilità di attrarre il favore imperiale e molto più spesso ricoprivano il ruolo di primo ministro. Importanti logothetai tou dromou che ebbero la funzione di primo ministro furono Stauracio sotto l'imperatrice Irene d'Atene, Teoctisto durante le reggenza dell'imperatrice Teodora, Stylianos Zaoutzes agli inizi del regno di Leone VI il Saggio, Leone II Foca durante il regno di suo fratello Niceforo II Foca, Giovanni sotto Costantino IX Monomaco e Niceforitzes sotto Michele VII Ducas. I logothetēs tou dromou mantennero questa preminenza tra i ministri anziani anche se nel XII secolo vennero superati dai logothetēs tōn sekretōn. Il De Ceremoniis di Costantino VII Porfirogenito, del XII secolo, descrive i ruoli amministrativi e cerimoniali della funzione di logothetēs tou dromou: veniva ricevuto in udienza dall'imperatore tutte le mattine nel Crisotriclinio, presentava gli ufficiali superiori alle cerimonie di premiazione, ed aveva parte preminente nel ricevimento degli ambasciatori stranieri e nella presentazione dei prigionieri eccellenti. Dopo la riforma dell'imperatore Alessio I Comneno, intorno al 1108, i dromos cessarono di esistere come dipartimento, il logothetēs rimase, ora responsabile delle comunicazioni ufficiali e della supervisione degli stranieri residenti a Costantinopoli.

## Subordinati
I subordinati del logothetēs tou dromouerano:
- I prōtonotarios tou dromou (πρωτονοτάριος τοῦ δρόμου), i suoi vice anziani.[11]
- I chartoularioi tou [oxeos] dromou (χαρτουλάριοι τοῦ [ὀξέος] δρόμου), che erano impiegati con il rango di spatharios, combinati la funzione dell'impero romano curiosi per omnes provincias trovata in Notitia Dignitatum e di ufficiale dello scrinium barbarorum.[11][4]
- Un certo numero di episkeptētai (ἐπισκεπτῆται), ufficiali di diverse proprietà imperiali (episkepseis).[13]
- Traduttori (ἑρμηνευταῖ, hermēneutai), anche detti (interpretes diversarum gentium) in Notitia Dignitatum.[13][4]
- I kouratōr tou apokrisiareiou (κουράτωρ του ἀποκρισιαρείου), che gestivano gli apokrisiarieion, palazzi di Costantinopoli che ospitavano diplomatici di secondo livello (non ambasciatori).[13]
- Ispettori, diatrechontes (διατρέχοντες, gli antichi romani cursores) e messaggeri (μανδάτορες, mandatores).[13]